# (336694) Fey
(336694) Fey (voorlopige aanduiding 2010 AH89) is een planetoïde in de planetoïdengordel, die op 8 januari 2010 werd ontdekt door de Wide-field Infrared Survey Explorer. De planetoïde werd in 2016 vernoemd naar de Amerikaans schrijfster, comédienne, actrice en producent Tina Fey.
(336694) Fey is een planetoïde van ongeveer 3,5 tot 5,3 km diameter.

## Baan om de Zon
De planetoïde beschrijft een baan om de Zon die gekenmerkt wordt door een perihelium van 2,9790 AE en een aphelium van 3,3700 AE. De planetoïde heeft een periode van 5,6 jaar (of 2065,88 dagen).